# Kościół Wniebowzięcia Najświętszej Maryi Panny w Dulsku
Kościół Wniebowzięcia Najświętszej Maryi Panny w Dulsku – rzymskokatolicki kościół parafialny należący do parafii pod tym samym wezwaniem (dekanat dobrzyński nad Drwęcą diecezji płockiej).

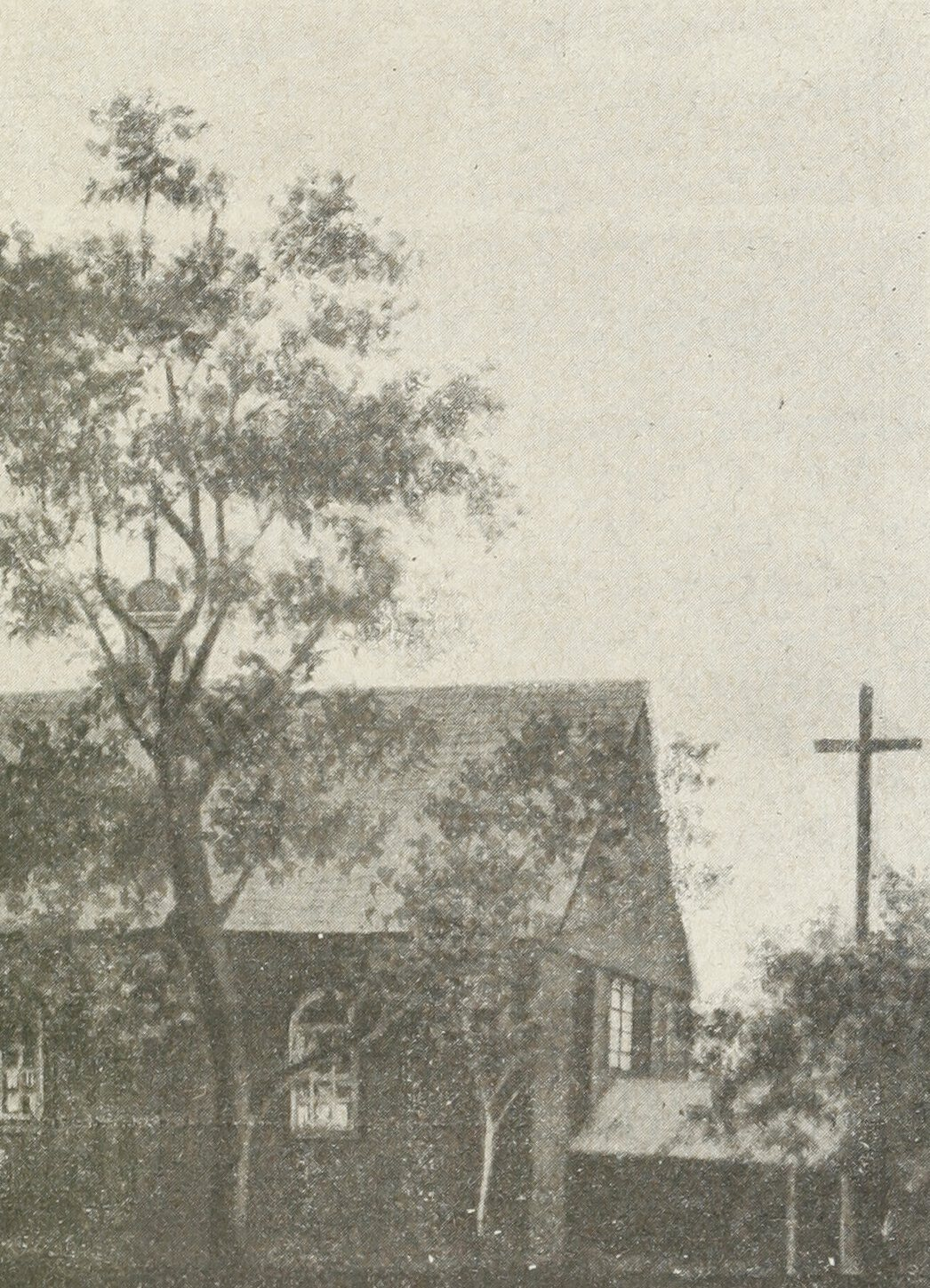
Widok kościoła przed 1909

Jest to drewniana świątynia wybudowana w 1737 roku przez biskupa sufragana kujawskiego Aleksadra Działyńskiego herbu Ogończyk. W kościele znajdowały się wtedy trzy ołtarze: w głównym był obraz Jezusa Ukrzyżowanego, w bocznych były umieszczone obrazy św. Mikołaja i Najświętszej Maryi Panny oraz św. Rocha i św. Barbary. Pewnym przebudowom świątynia została poddana w 1878 roku. W 1902 roku Jan Szrejbert z Włocławka zbudował organy o 9 głosach z trakturą mechaniczną.
Po aresztowaniu proboszcza księdza Stanisława Nowaka w październiku 1939 roku kościół był nieczynny aż do zakończenia działań wojennych.
Po zakończeniu wojny świątynia była remontowana w latach 1949–1951. W 1956 roku, dzięki staraniom księdza Romualda Ignacego Bralczyka, została odmalowana wewnątrz. Ostatnia przebudowa, polegająca na przedłużeniu kruchty, remoncie ścian i posadzki, została przeprowadzona w latach 1995–1998. Obecnie do wyposażenia kościoła należą trzy ołtarze: główny (rokokowy z rzeźbami Świętych Apostołów Piotra i Pawła, Stanisława i Wojciecha oraz obrazem Matki Boskiej Niepokalanej w sukience z II połowy XVIII stulecia) oraz boczne z XVIII wieku, dedykowane Trójcy Świętej i świętemu Rochowi oraz świętej Tekli i świętemu Mikołajowi.
W ostatnich latach dzięki staraniom księży proboszczów Jarosława Macieja Jastrzębskiego i Wojciecha Zaleśkiewicza prowadzone były prace renowacyjne rzeźb, obrazów i ołtarza głównego.